# كارلوس فاغنر
كارلوس واجنر فيزيائي جسيمات. وهو متخصص في الفيزياء النظرية والجسيمات الأولية ونظريات التناظر الفائق. يعمل حاليًا في قسم فيزياء الطاقة العالية (HEP) في مختبر أرغون الوطني، وهو أيضًا أستاذ في قسم الفيزياء بجامعة شيكاغو،  معهد إنريكو فيرمي، ومعهد كافلي للفيزياء الكونية،  جامعة شيكاغو. كما أنه يشغل منصب رئيس مجموعة نظرية فيزياء الطاقة العالية. 
في عام 2008، انتخب عضواً في الجمعية الأمريكية للفيزياء، وهو شرف متميز يعبر عن الاعتراف من قبل أقرانه المهنيين. حصل واغنر على زمالته لمساهمته في علم الظواهر لنظريات التناظر الخارق وكسر التناظر الضعيف الكهربائي.
وهو متزوج من عالمة الفيزياء النظرية مارسيلا كارينا.

## روابط خارجية
- صفحة الويب الخاصة بـ Carlos Wagner في مختبر Argonne الوطني نسخة محفوظة 2013-02-23 على موقع واي باك مشين.